# Kongho II
Kongho II (ou Kong'ho II, Konho II) est une localité du Cameroun située dans l'arrondissement de Petté, le département du Diamaré et la région de l’Extrême-Nord. Elle fait partie du canton de Petté rural.

## Population
En 1975, la localité comptait 144 habitants, dont 104 Arabes Choa et 40 Mousgoum.
Lors du recensement de 2005, on y a dénombré 303 personnes.